# 八家国营农场
八家国营农场是位于中国辽宁省朝阳市建平县一个类似乡级单位。

## 行政区划
下辖以下地区：
八家村（八家分场）、新房身村（新房身分场）、柴达木村（柴达木分场）、山根村（山根分场）、尧都地村（尧都地分场）和平房村（平房分场）。